# Graus de Baumé
Graus de Baumé é uma escala hidrométrica criada pelo farmacêutico francês Antoine Baumé em 1768 para medição de densidade de líquidos.
Uma escala para densidade de soluções criada pelo químico francês Antoine Baumé (1728-1804).
Ele usou água pura e soluções de cloreto de sódio para definir os pontos da escala e a relação entre grau Baumé(ºBé) e densidade (d) ficou:
Para soluções menos densas que a água (densidade menor que 1): {\displaystyle ^{o}Be=\left({\frac {140}{d}}\right)-130}
Para soluções mais densas que a água (densidade maior que 1): {\displaystyle ^{o}Be=145-\left({\frac {145}{d}}\right)}
A temperatura de referência é 60°F(15,6°C).
Notar que é uma medida de densidade, não de concentração de soluções. Entretanto, se o outro componente tem densidade diferente da água, existe uma correspondência entre as duas medidas. Por isso, foi usada por indústrias de vinhos, cervejas, ácidos, etc para indiretamente especificar ou controlar concentrações (observar também que a relação depende da solução. Não há uma relação genérica).
Observação: aqui densidade é definida pela relação entre a massa de uma substância e a massa de igual volume de água a 4°C. É, portanto, um número adimensional. Algumas publicações em inglês chamam isso de "relative density" ou "specific gravity". E usam a palavra "density" para a relação entre massa e volume.
A massa específica é expressa por g/cm³ (massa divida pelo volume em ml). A densidade é um valor adimensional.